# Wybory senackie w Stanach Zjednoczonych w 2006 roku
7 listopada 2006 odbyły się w Stanach Zjednoczonych tzw. midterm election (ponieważ odbywają się w środku czteroletniej kadencji prezydenckiej), w których wyłoniono cały skład Izby Reprezentantów na kadencje dwuletnie, 1/3 senatorów (czyli 33), każdego na sześć lat, oraz większość stanowisk gubernatorskich i władz lokalnych.
Wybory przyniosły wielki sukces opozycyjnej Partii Demokratycznej, która po raz pierwszy od 1995 uzyskała przewagę równocześnie w Izbie i Senacie, jak i stanowiskach gubernatorskich i większości legislatur stanowych. Żaden ubiegający się o ponowny wybór demokrata nie został pokonany, a opuszczane przez nich miejsca zostały zajęte przez partyjnych kolegów. Joe Lieberman, demokrata z Connecticut, pokonany w prawyborach przez Neda Lamonta, został wybrany ponownie jako niezależny, ale pozostał członkiem partii, zasiadał jako demokrata i dalej będzie członkiem klubu demokratycznego w Senacie. Wybory te określono jako niemające wpływu na ostateczną arytmetykę sił.
Zdaniem ekspertów wynik taki jest wyraźnym wotum nieufności wyborców wobec polityki prezydenta George’a W. Busha (zwłaszcza dotyczącej Iraku), oraz różnymi skandalami w łonie partii rządzącej (Tom DeLay, Mark Foley, Coingate itd.) Wielu polityków tak blisko identyfikujących się z prezydentem zostało pokonanych, a inni odmówili wręcz pokazywania się wraz z nim publicznie (jak nowy gubernator Florydy Charlie Christ), wiedząc, iż w przeciwieństwie do lat jego popularności w 2002 czy 2004 nie pomaga to w ponownym wyborze, a nawet wcześniejsze związki były wykorzystywane w kampanii przeciwko nim.
Posiadający do tej pory 44 (lub, wraz ze stowarzyszonym z nimi niezależnym senatorem Jimem Jeffordsem z Vermontu - 45) miejsc w 100-osobowej izbie wyższej Kongresu demokraci potrzebowali dla zdobycia przewagi dodatkowych sześciu mandatów (w wypadku wyniku 50 na 50 głos rozstrzygający miałby republikanin, wiceprezydent Dick Cheney).
Kadencja tych senatorów (klasa 1) będzie trwać od 3 stycznia 2007 do 3 stycznia 2013

## Senatorowie ochodzący na emeryturę (nie ubiegający się o ponowny wybór)
- Paul Sarbanes (demokrata z Marylandu), senator od 1977 (były przewodniczący pro-tempore oraz ówczesny przewodniczący pro-tempore emeritus)
- Jim Jeffords (niezależny z Vermontu), senator od 1989, niezależny od 2001
- Bill Frist (republikanin z Tennessee), senator od 1995 i lider większości od 2003, prawdopodobny kandydat do nominacji prezydenckiej w 2008
- Mark Dayton (demokrata z Minnesoty), senator od 2001

## Senatorowie pokonani w walce o ponowny wybór
1. Conrad Burns (republikanin z Montany), senator od 1989
2. Mike DeWine (republikanin z Ohio), senator od 1995
3. Rick Santorum (republikanin z Pensylwanii), senator od 1995, lider większości (trzecia osoba w Senacie)
4. Lincoln Chafee (republikanin z Rhode Island), senator od 1999
5. George Allen (republikanin z Wirginii), senator od 2001
6. Jim Talent (republikanin z Missouri), senator od 2002

## Nowo wybrani senatorowie
1. Ben Cardin (demokrata z Marylandu)
2. Bernie Sanders (niezależny, stowarzyszony z demokratami z Vermontu)
3. Sherrod Brown (demokrata z Ohio)
4. Jim Webb (demokrata z Wirginii)
5. Bob Casey Jr. (demokrata z Pensylwanii)
6. Bob Corker (republikanin z Tennessee)
7. Claire McCaskill (demokratka z Missouri)
8. Amy Klobuchar (demokratka z Minnesoty)
9. Sheldon Whitehouse (demokrata z Rhode Island)
10. Jon Tester (demokrata z Montany)